# Dmitry Bashkevich
Dmitry Bashkevich (en ruso: Дмитрий Валентинович Башкевич; Minsk, RSS de Bielorrusia, 26 de febrero de 1968) es un exfutbolista de Uzbekistán nacido en Bielorrusia que jugaba en la posición de guardameta.

## Carrera

### Club
| Periodo   | Club                  | Apariciones |
| --------- | --------------------- | ----------- |
| 1986-1987 | Spartak Semipalatinsk | 49          |
| 1988-1991 | Khimik Dzhamboul      | 82          |
| 1991-1992 | Navbahor Namangan     | 39          |
| 1993      | Kuban Krasnodar       | 18          |
| 1993-2003 | Navbahor Namangan     | 174         |
| 2003      | Traktor Tashkent      | 12          |

### Selección nacional
Jugó para Uzbekistán en una ocasión en 1996 y participó en la Copa Asiática 1996.

## Logros
- Liga de fútbol de Uzbekistán: 1

1996
- Copa de Uzbekistán: 2

1995, 1998